# Šljivovica
Šljivovica je vrsta alkoholnog pića. Ime šljivovica dolazi od slavenske riječi šljiva. Sadrži 25 do 70 posto alkohola.
Proizvodi se u glavnom u Bugarskoj, Hrvatskoj, Srbiji, Češkoj, Slovačkoj, Sloveniji, Makedoniji, Poljskoj, Rumunjskoj, Austriji, Njemačkoj, Italiji i dr.
Šljivovica, kao i neke druge vrste rakija često se drže u drvenim (hrastovim) posudama zbog postizanja bolje arome i boje.